# Ludmiła Szwiecowa
Ludmiła Iwanowna Szwiecowa z d. Odincowa (ros. Людмила Ивановна Швецо́ва (Одинцо́ва), ur. 24 września 1949 w Ałma-Acie, zm. 29 października 2014 w Moskwie) – radziecka i rosyjska polityk.
W 1973 ukończyła Charkowski Instytut Lotniczy, później została kandydatem nauk politycznych, od 1974 należała do KPZR. Od 1975 funkcjonariuszka Komsomołu, 1979-1981 sekretarz KC Komsomołu Ukrainy, 1981-1989 sekretarz KC Komsomołu, 1984-1986 przewodnicząca Centralnej Rady Organizacji Pionierskiej im. Lenina. 1986-1990 członek Centralnej Komisji Rewizyjnej KPZR, 1989-1991 kierownik Wydziału Nagród Sekretariatu Rady Najwyższej ZSRR, 1990-1991 członek KC KPZR. W 1991 przewodnicząca Komitetu ds. Rodziny i Kobiet przy Gabinecie Ministrów ZSRR, 1992-1993 kierowniczka grupy generalnej ekspertyzy przy Wyższej Radzie Ekonomicznej Rady Najwyższej Federacji Rosyjskiej, 1994-2000 przewodnicząca Komitetu Związków Społecznych i Międzyregionalnych Władz Moskwy, następnie I zastępca przewodniczącego władz Moskwy - kierowniczka kompleksu sfery socjalnej. Od 26 października 2010 do końca życia zastępca mera Moskwy, 2011 wybrana do Dumy Państwowej z listy Jednej Rosji i została zastępcą jej przewodniczącego.

## Odznaczenia
- Order Czerwonego Sztandaru Pracy (1986)
- Order „Znak Honoru” (1981)
- Order Przyjaźni (1996)
- Medal 850-lecia Moskwy (1997)